# 阿里亚拉塞斯一世
阿里亚拉塞斯一世（前404年—前322年），卡帕多西亚（包括本都）总督，自称居鲁士二世后裔。亚历山大大帝死后，他被贝尔迪卡斯及埃乌美奈斯擒获并被处死。